# 433 Eros
För andra betydelser, se Eros (olika betydelser).
433 Eros eller 1898 DQ är den först upptäckta jordnära asteroiden, uppkallad efter den grekiska guden Eros. Den är av spektralklass S och har dimensionerna 34,4×11,2×11,2 km, vilket gör den till den näst största i storlek av de jordnära asteroiderna efter 1036 Ganymed. Den tillhör Amor-asteroiderna och är en Mars-korsare och var den första asteroiden som man hittade innanför Mars omloppsbana. Eros är en av få jordnära objekt som har en diameter på mer än 10 km.
Eros besöktes av rymdsonden NEAR Shoemaker som kretsade runt den och tog en stor mängd fotografier av dess yta fram till 12 februari 2001 när rymdsonden slutligen landade på asteroidens yta.
Objekt i en omloppsbana lik Eros kan bara existera i några hundra miljoner år innan omloppsbanan påverkas av gravitationen från andra planeter. Beräkningar uppskattar att Eros kommer att förskjutas till att börja korsa jordens omloppsbana inom 2 miljoner år.

## Fysiska egenskaper
Ytgravitationen beror på avståndet mellan punkten på ytan och kroppens masscentrum. Eros ytgravitation varierar stort eftersom den inte beskriver en sfär utan är utsträckt till en jordnötsliknande form. Dagtemperaturen på Eros når cirka 100 °C vid perihelium, medan nattemperaturen faller ner till −150 °C. Eros' densitet är 2 400 kg/m³, ungefär samma som jordskorpan. Eros roterar runt sin egen axel på 5,27 timmar.
Forskare vid NEAR har funnit att de flesta klippblock som är spridda över Eros kommer från en enda nedslagskrater efter en kollision med en meteorit för cirka en miljard år sedan. 
Eros innehåller mer guld än den totala mängden guld som någonsin har utvunnits ur jorden.

## Historia

Animation av Eros rotation

Som en av de största jordnära asteroiderna har Eros haft en betydelsefull roll i historien. Den upptäcktes under samma natt (31 augusti 1898) av den tyske astronomen Gustav Witt i Berlin och den franske astronomen Auguste Charlois i Nice. Upptäckten gjordes medan Witt gjorde en två timmar lång exponering av Beta Aquarii för att säkerställa positionen för asteroiden 185 Eunike.
Under oppositionen 1900-1901 gjordes ett världsvitt försök att säkert bestämma Eros avstånd till Solen vilket publicerades 1910 av Arthur Hinks i Cambridge. Ett liknande försök gjordes under 1930-1931 av Harold Spencer Jones. Resultatet av denna undersökning betraktades som säkert fram till 1968 när man hade funnit bättre metoder.
Eros var en av de första asteroiderna som besöktes av en rymdsond, och den första som någon sond kretsat kring och gjort en mjuklandning på. NASA:s rymdsond NEAR Shoemaker gick in i omloppsbana runt Eros 2000, och landade på ytan under 2001.

## Synlighet från jorden
31 januari 2012 förväntas Eros passera jorden på ett avstånd av 0,179 AU (26,8 miljoner km) med en skenbar magnitud av +8,5. Men under sällsynta oppositioner, en gång på 81 år, såsom 1975 och 2056 kan Eros nå en skenbar magnitud på +7,1, vilket är ljusare än Neptunus och ljusare än någon asteroid i asteroidbältet utom 4 Vesta och i sällsynta fall 2 Pallas och 7 Iris.
Fler nära passager med jorden sker år 2056 och 2093.